# Rokycany (ort i Tjeckien)
Rokycany är en stad i Tjeckien.   Den ligger i distriktet Okres Rokycany och regionen Plzeň, i den västra delen av landet, 70 km sydväst om huvudstaden Prag. Rokycany ligger 366 meter över havet och antalet invånare är 13 826.
Terrängen runt Rokycany är varierad. Rokycany ligger nere i en dal.Runt Rokycany är det ganska glesbefolkat, med 42 invånare per kvadratkilometer. Närmaste större samhälle är Plzeň, 15,6 km väster om Rokycany. Omgivningarna runt Rokycany är en mosaik av jordbruksmark och naturlig växtlighet.